# Manteau (mollusque)
Pour les articles homonymes, voir Manteau.

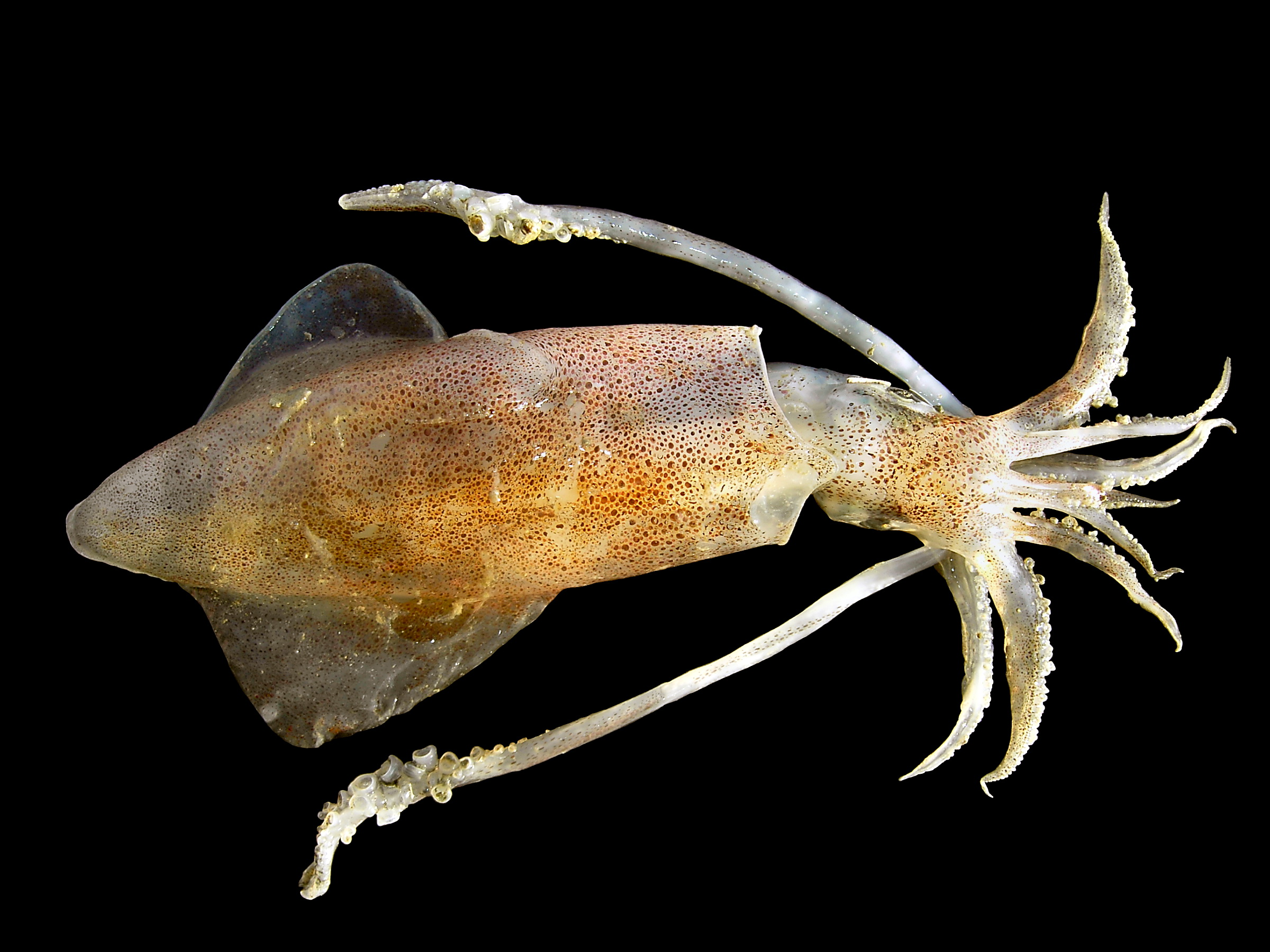
Un céphalopode, le calmar commun.
Le manteau est tout ce qui est visible derrière la tête. L'extérieur du corps et les nageoires font partie du manteau.

Le manteau des mollusques est une enveloppe constituée d'un tégument et de muscles qui abrite les autres organes ; il sécrète la coquille chez les espèces qui en sont pourvues. Chez l'escargot à maturité, le manteau est entouré du péristome.
L'adjectif palléal désigne ce qui a rapport au manteau (pallium en latin).
Entre le manteau et la masse viscérale, le bourrelet palléal constitue une cavité palléale qui protège les organes respiratoires, et où débouchent les métanéphridies (organes excréteurs), l’intestin et les conduits génitaux.
Chez les Lamellibranches, les cellules du manteau stockent du glycogène, qui sert de réserve énergétique utilisée à marée basse, lorsque l'apport nutritif est interrompu.
Chez les céphalopodes, le manteau recouvre le corps entier et forme un repli qui limite la cavité branchiale (les nautiloïdes sont tétrabranchiaux et les coléoïdes sont dibranchiaux). Cette peau est entièrement couverte d'organes colorés, les chromatophores, qui, stimulés par le cerveau, permettent aux céphalopodes de changer très rapidement de couleur. Au-dessus des cellules pigmentées existent des cellules irisées réfléchissant la lumière. La contraction brusque et simultanée des muscles du manteau permet de chasser l'eau de la cavité palléale et ainsi la propulsion vers l'arrière de l'animal (nage par réaction).
Chez les aplacophores, mollusques de petite taille, vermiformes et dépourvus de coquille, le manteau sécrète de petits spicules qui pourraient correspondre à l'ébauche d'une coquille.
Chez les polyplacophores, la coque dorsale est formée de huit plaques calcaires articulées entourées d'une ceinture également sécrétée par le manteau. Au niveau de la ceinture, les tissus palléaux sécrètent également des spicules calcaires, des écailles calcaires ou des soies chitineuses (voire les trois).